# Прст
Прст је део тела који се налази на крајевима удова код кичмењака.

## Грађа
Кости које чине чланке прстију у пентадактилном екстремитету кичмењака су Phalanges digitorum и оне заједно са метаподијумом чине акроподијум, односно скелетну основу шаке или стопала, што би одговарало трећем сегменту. Код различитих група кичмењака постоје разлике у дужини и облику скелетних сегмената удова, па тако и броју прстију. Честа је редукција прстију, али је повећање броја фаланги (сегмената који чине прст) најређа од свих промена. Запажена је на пример код Ichthyosauria где је број фаланги по прсту и 26. Слична је ситуација и код сисара који су се прилагодили воденом начину живота, те им се удови преобразили у пераја. Код рецентних водоземаца је дошло до редукције макар једног прста, а код птица је најчешћи број прстију три. У зависности од тога на који начин газе по подлози, односно којим све костима додирују подлогу, сисари могу да се крећу плантиградно, дигитиградно, унгулиградно, а паралелно са развојем начина кретања, долазило је и до редукције броја прстију. Тако коњ који се креће унгулиградно има развијен трећи прст којим искључиво гази, док су други и четврти редуковани. На прстима се често налазе рожне творевине, дакле локална задебљања која се иначе и појављују често на местима која су изложена већем трењу, што дистални делови и јесу. Такве творевине су канџе, нокти, папци и копита. Све ове творевине имају исту основну грађу. На дорзалном делу је плоча коју чине кератинизоване ћелије. Ове ћелије су чврсто повезане, компактне и садрже и кристале хидроксиапатита. Вентрални део се назива стопало и чини га мекши кератин. Код нокта и канџе код сисара, стопало не обухвата вентрални део прста, који се назива јагодица. Код папка и копита јагодица је орожнала и залази у стопало. Све рожне творевине се трењем троше и све време обнављају, изузев код канџи код гмизаваца које се одбацују целе, да би израсле нове. Између прстију могу се код појединих врста налазити и пловне кожице, као што је случај са патком које помажу у пливању. Код жабе летачице Rhacophorus, опне између прстију имају улогу у прелетању, односно једрењу кроз ваздух.

## Еволуција
Сви тетраподи имају заједничког претка и претпоставља се да је то била риба која је живела пре 365. милиона година и која је имала пераја издељена на режњеве, којих је било пет. Фосилни налази показују да су у исто време живеле и рибе са више костију у својим перајима које би одговарале прстима копнених кичмењака, али оне нису дале своје потомке. Није сасвим јасно зашто су баш петопрсти облици надвладали, мада је по једној теорији мања расподела костију по прстима омогућила да те кости боље очврсну, те постану бољи ослонац при кретању на копну. Вероватније је ипак, да је петопрстост производ случајности.